# Hanaukyo Maid-tai
Hanaukyo Maid-tai (花右京メイド隊 Hanaukyō meido tai?, lit. Ejercito de Maid de Hanaukyo) es una serie de anime basada en el trabajo original del mangaka Morishige y producida por Domu y M.O.E.. Consta de 27 episodios; 15 con el título de Hanaukyo Maid-Tai, y 12 como Hanaukyo Maid- La Verite. Se ubica en los géneros de comedia, ecchi y harem anime. Posee un manga de 3 novelas gráficas y publicado por I.C. Entertainment. El anime fue dirigido por Yazuki Ide y transmitido en Japón por la cadena WOWOW desde el 8 de abril de 2001 hasta el 29 de junio de 2001.
El anime original formó parte del programa Anime Complex, pero la sección fue cancelada. Tiempo después se continuaría la serie La Verite (mencionada anteriormente), la cual sería una continuación del original; aunque la trama y las historias son idénticas, la segunda parte tiene algunas variaciones. Se utilizaron los mismos seiyūs en ambas versiones.

## Argumento
Hanaukyo Taro es un niño de 15 años común y corriente, pero tras la muerte de su madre, va a visitar a su abuelo, el cual, nunca en su vida había visto. Al llegar a una isla lejana llamada Hanaukyo Hokkusai, descubre que su abuelo partió de la isla y le hereda dicha isla, junto con la mansión y docenas de sirvientas que estarían a su servicio, las cuales se encuentran dispuestas a hacerle la vida lo más cómoda posible. Aunque al principio este hecho incomoda a Taro, poco a poco se irá acoplando a que lo traten como un rey.

## Personajes
Taro Hanaukyo (花右京太郎 Hanaukyō Tarō?) (Seiyū: Yuki Kaida): Un niño callado, bajito, paciente y persuasivo de 15 años que cursa en la secundaria. Al principio se siente un poco incómodo de tener demasiadas bishōjo que le sirven, pero en el transcurso de la serie se va acostumbrando a que lo traten como a un rey. Es alérgico a las mujeres, ya que si una lo toca, su piel comienza a cambiar de colores (En el manga y la versión La verite no tiene esta condición). No obstante, la única con la que no tiene reacciones alérgicas es Mariel. Siempre que ocurre algún problema, lo primero en lo que piensa es si los demás se encuentran bien, por lo que las criadas sienten mucho afecto hacia él. Taro se siente atraído hacia Mariel desde la primera vez que la vio.
Mariel (マリエル?) (Seiyū: Rie Tanaka): Es la Ama de Llaves de la mansión. Pese a que tan solo tiene 16 años, su actitud siempre es tranquila, responsable y maternal. Al parecer, ella ha sido instruida para servir a Taro desde siempre, por eso desde que éste llega a la mansión, Mariel siempre estará disponible para su Amo. En el manga y la versión La verite se da a conocer que ella es una "creación" de su abuelo, la sirvienta perfecta.
Ikuyo Suzuki (鈴木イクヨ Suzuki Ikuyo?) (Seiyū: Moyu Arishima): Una de las amigas de Taro, ella es la encargada de hacer nuevos inventos que complazcan a su Amo. En ocasiones cuando se sobresalta, se le baja la presión hasta el punto de no poder moverse. A Ikuyo le encantan los animes, por lo que le gusta hacer dōjinshis y mangas, principalmente de historias con tendencias yaoi.
Konoe Tsurugi (剣コノヱ  Tsurugi Konoe?) (Seiyū: Akiko Hiramatsu): Es la criada más responsable del lugar, siempre porta una katana y lleva traje militar debajo de su delantal. Es la encargada del Departamento de Seguridad de la mansión. Es muy seria y no le gusta que su Amo realice trabajos que podrían hacer las criadas. 
Yashima Sanae (早苗八島  Sanae Yashima?) (Seiyū: Yukako Hayakawa (original)/Akeno Watanabe (La Verite)): Una criada de piel morena que trabaja en el Departamento de Seguridad como subordinada de Konoe (a quien admira). Hizo su aparición en la "continuación" de La Verite. Se especializa en artes marciales de combates de cuerpo a cuerpo y es muy estricta con los demás para que Konoe se fije en ella. Continuamente tiende a soñar despierta varias fantasías lésbicas con Konoe.
Cynthia  (シンシア＝ランドラヴィジャー Shinshei?)/  Grace  (グレース?) (Seiyū: Tomoko Kaneda): Es la criada más joven en la mansión. Posee una doble personalidad debido a un trauma que sufrió de niña. Cuando tiene la personalidad de Cynthia, se expresa como una niña muda, tímida y alegre, pero cuando aparece "su otro yo"; Grace, demuestra sus asombrosas habilidades en informática, debido a eso, es la encargada del Departamento de Informática y de MEMOL (un super-ordenador). Grace, a diferencia de Cyintia, puede hablar. Cuando una se va a dormir, la otra personalidad despierta aunque por lo general predomina Cynthia, debido a que si se cambian turnos constantemente, su cuerpo se agota.
Ryuuka Jihiyou  (慈悲王リュウカ Jihiyō Ryūka?) (Seiyū: Rieko Takahashi): Ella pertenece a la familia Ryuuka, la cual, compara su poder con la familia Hanaukyo y por ello existe una rivalidad entre ambas familias. Es la sucesora a la cabeza de su familia, y al igual que Taro, Jihiyou tiene a su disposición de varios jóvenes bishōnen a su servicio.
Hokusai Hanaukyo  (花右京北斎  Hanaukyō Hokusai?) (Seiyū: Jōji Yanami): Es el abuelo de Taro. En la versión original tan sólo se oye su voz en el video que preparó a la llegada de Taro. En Hanaukyo Maid- La Verite aparece solamente dos veces.
Ringo (りんご?), Sango (さんご?), e Ichigo  (いちご?) (Seiyūs: Kogure Ema, Watanabe Yuki, Kagawa Hazuki respectivamente): Son trillizas que trabajan en el Departamento de Salud Física de la mansión. Su ocupación principal es ayudar a Taro a mantenerse aseado y saludable, por lo que lo bañan con sus propios cuerpos y duermen a su lado para mantenerlo caliente, hecho que incomoda a Taro. Debido a su trabajo, estas tres sirvientas son muy melosas e incitan a Taro a llevar a cabo actos lascivos.
NOTA: En la serie La Verite, tanto los nombres como las seiyūs de éstas trillizas cambian por :
- Lemon ( れもん?) (Seiyū: Kozue Yoshizumi), Marron (まろん?) (Seiyū: Mai Kadowaki) y Melon  (めろん?) (Seiyū: Yuuya Yoshikawa)

## Lista de episodios
Lista de Hanaukyo Maid-Tai
- 1.- Bienvenido señor
- 2.- Vida escolar placentera
- 3.- La chica de los inventos y el disparo asombroso
- 4.- Aparece un rival
- 5.- El retorno de una nueva cara
- 6.- Vida escolar placentera misión 2
- 7.- Promesa en la bahía
- 8.- La cerebro de Hanaukyo
- 9.- El día sin sirvientas
- 10.- Más servicio para usted
- 11.- Una proposición repentina
- 12.- Feliz cumpleaños

Ovas
- 13.- Yo protegeré a Grace
- 14.- Anticipo para Konnai
- 15.- Ikuyo, te daré experiencia

Lista de Hanaukyo La Verite
- 1.- Encantadas de conocerle, Señor
- 2.- ¿Enfrentamiento a diez pruebas?
- 3.- Cynthia y Grace
- 4.- Konoe, firme
- 5.- El retorno de Ryuuka
- 6.- Concurso presupuestario
- 7.- Organismo no identificado
- 8.- La mujer del deportivo
- 9.- Primera cita
- 10.- La silenciosa campana azul
- 11.- Asalto
- 12.- La sonrisa verdadera

## Banda sonora
Serie Original
- Opening: Hanaukyo Meido-tai no Uta // Rie Tanaka, Moyu Arishima, Tomoko Kaneda y Akiko Hiramatsu (Hanaukyo Maid Team)
- Ending: Sanshoku no Himitsu // Ema Kogure (Ringo), Hazuki Kagawa (Ichigo), and Yuki Watanabe (Sango)

La Verite
- Opening: Voice of Heart // Rie Tanaka
- Ending: Osewashimasu! // Kozue Yoshizumi (Lemon), Mai Kadowaki (Marrón) y Yuuya Yoshikawa (Melon)